# خیابان ویلیام براون
خیابان ویلیام براون (انگلیسی: William Brown Street) یک خیابان در شهر لیورپول، انگلستان است.
این خیابان که در سال ۱۸۶۰ میلادی ساخته شده به دلیل قرار گرفتن ساختمان‌های مهم و تاریخی همچون ایستگاه راه‌آهن خیابان لایم لیورپول و تالار امپایر لیورپول شناخته میشود.

## نگارخانه

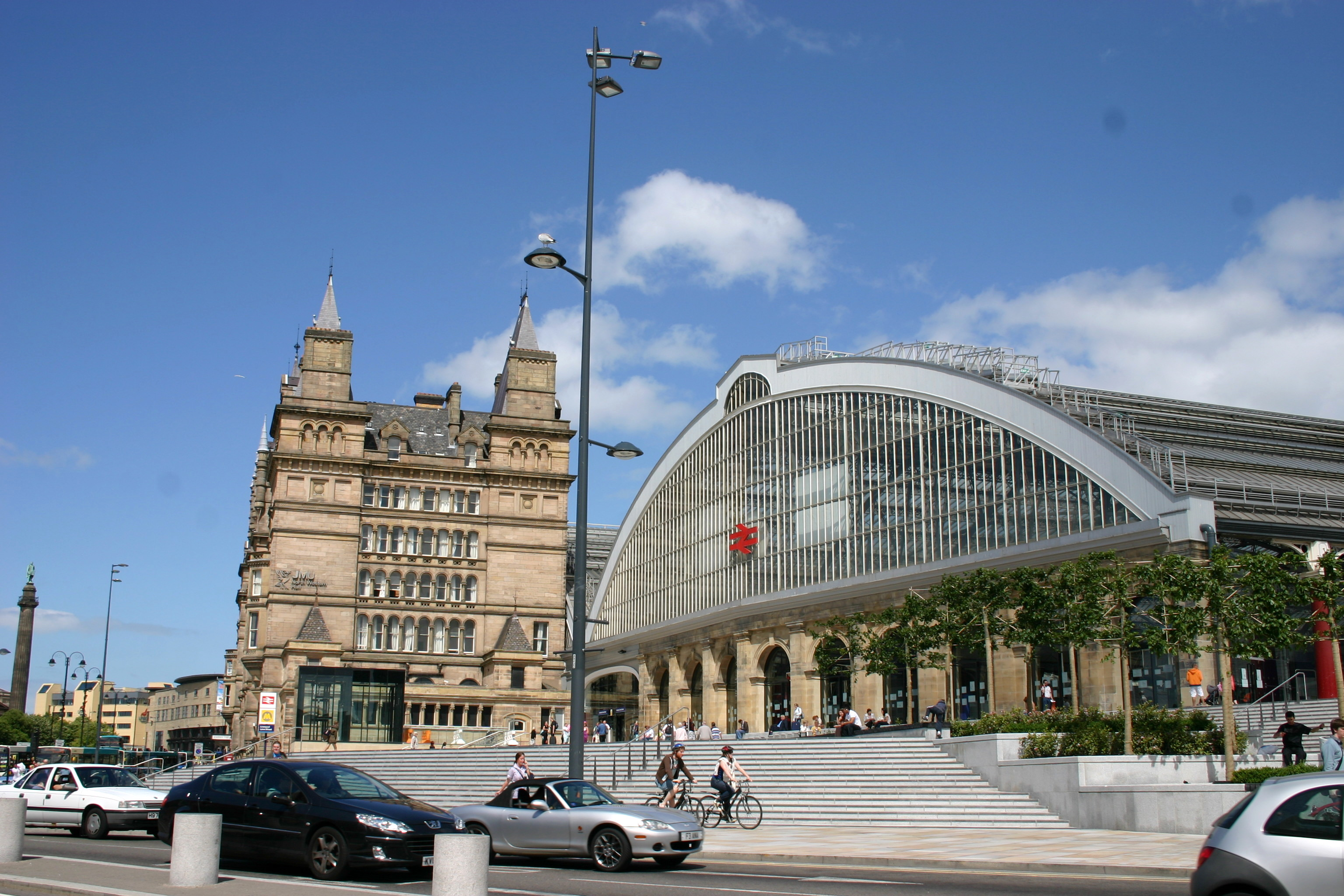
ایستگاه راه‌آهن خیابان لایم لیورپول
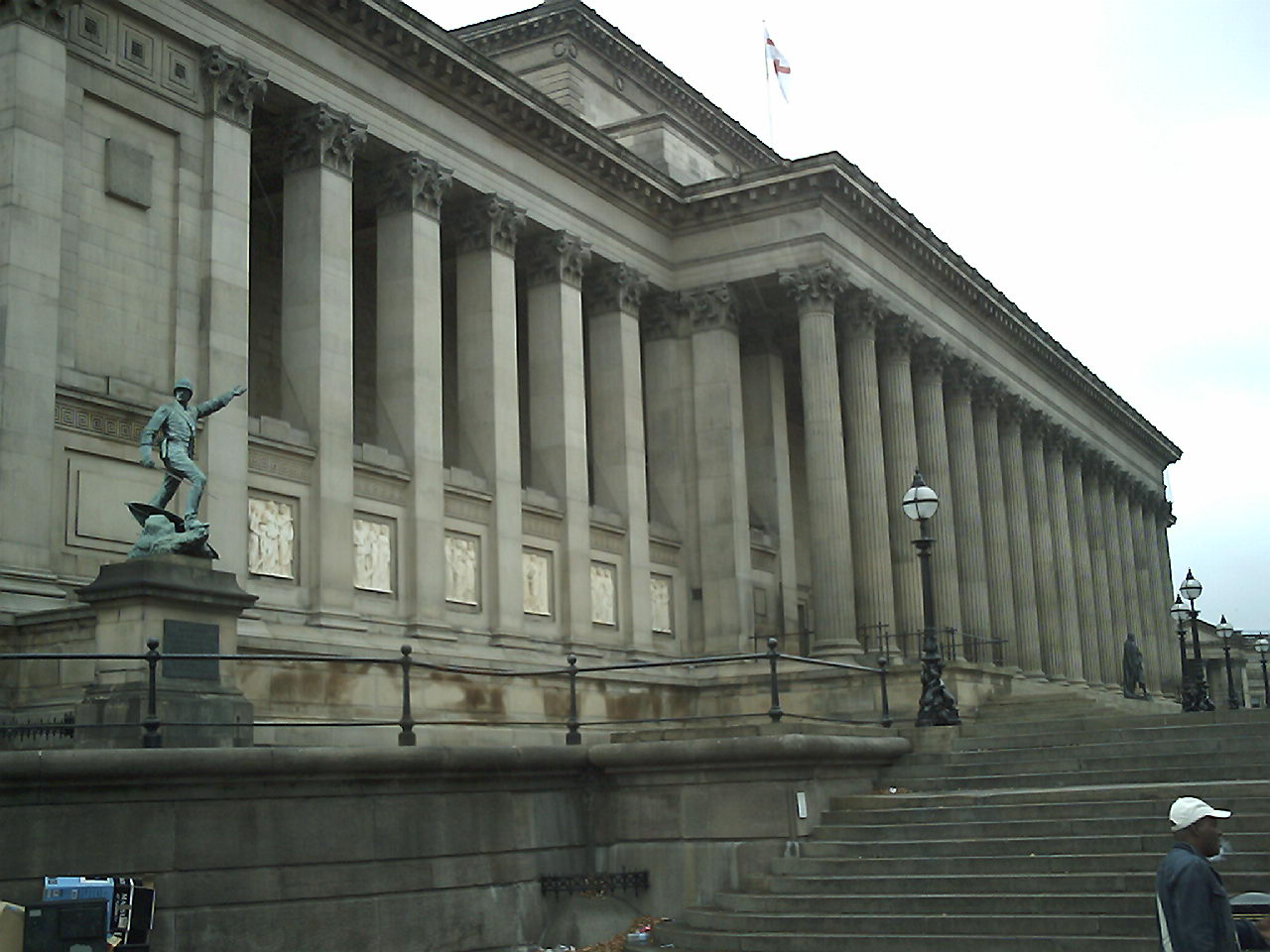
St George's Hall
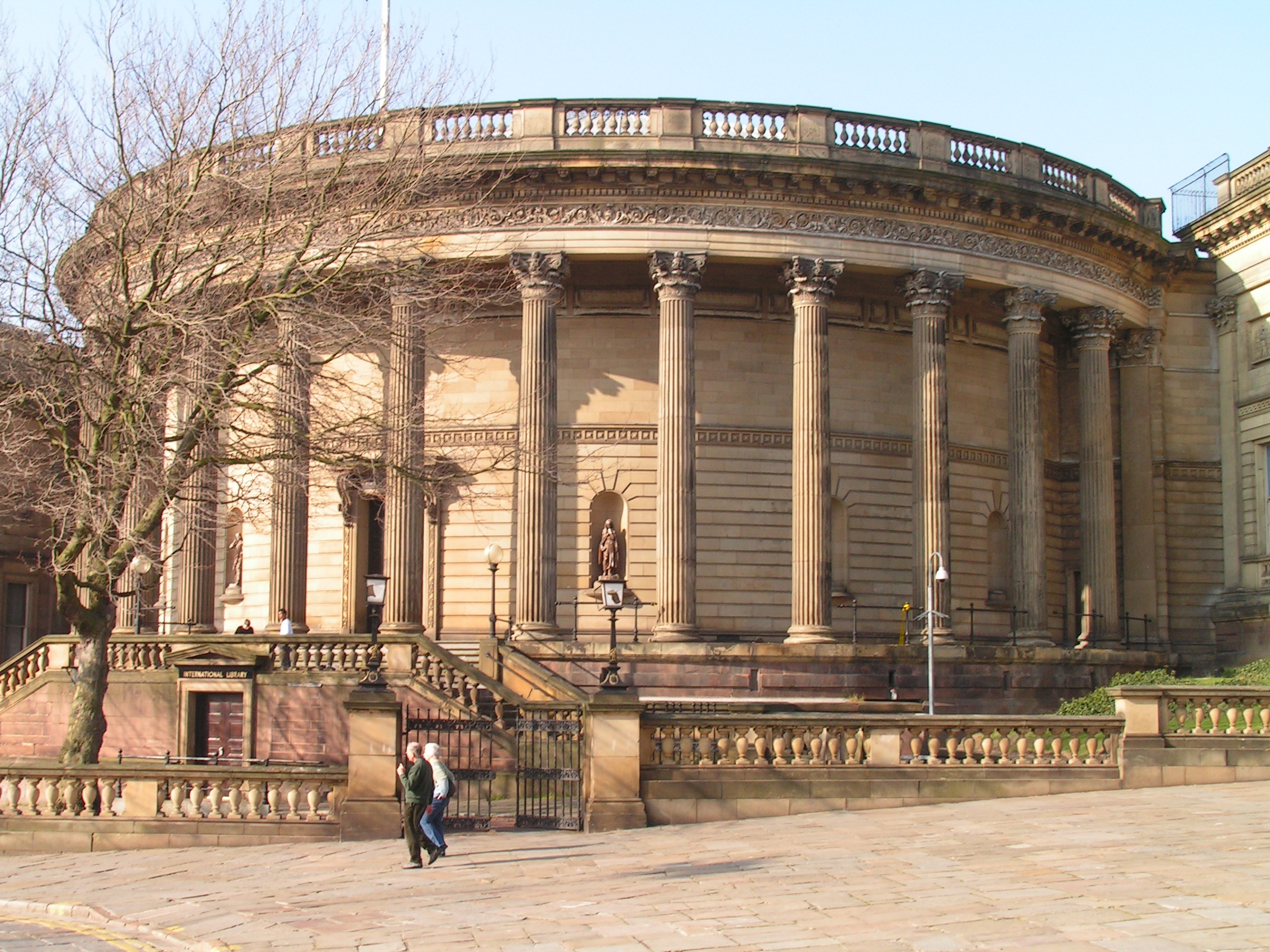
Liverpool Central Library
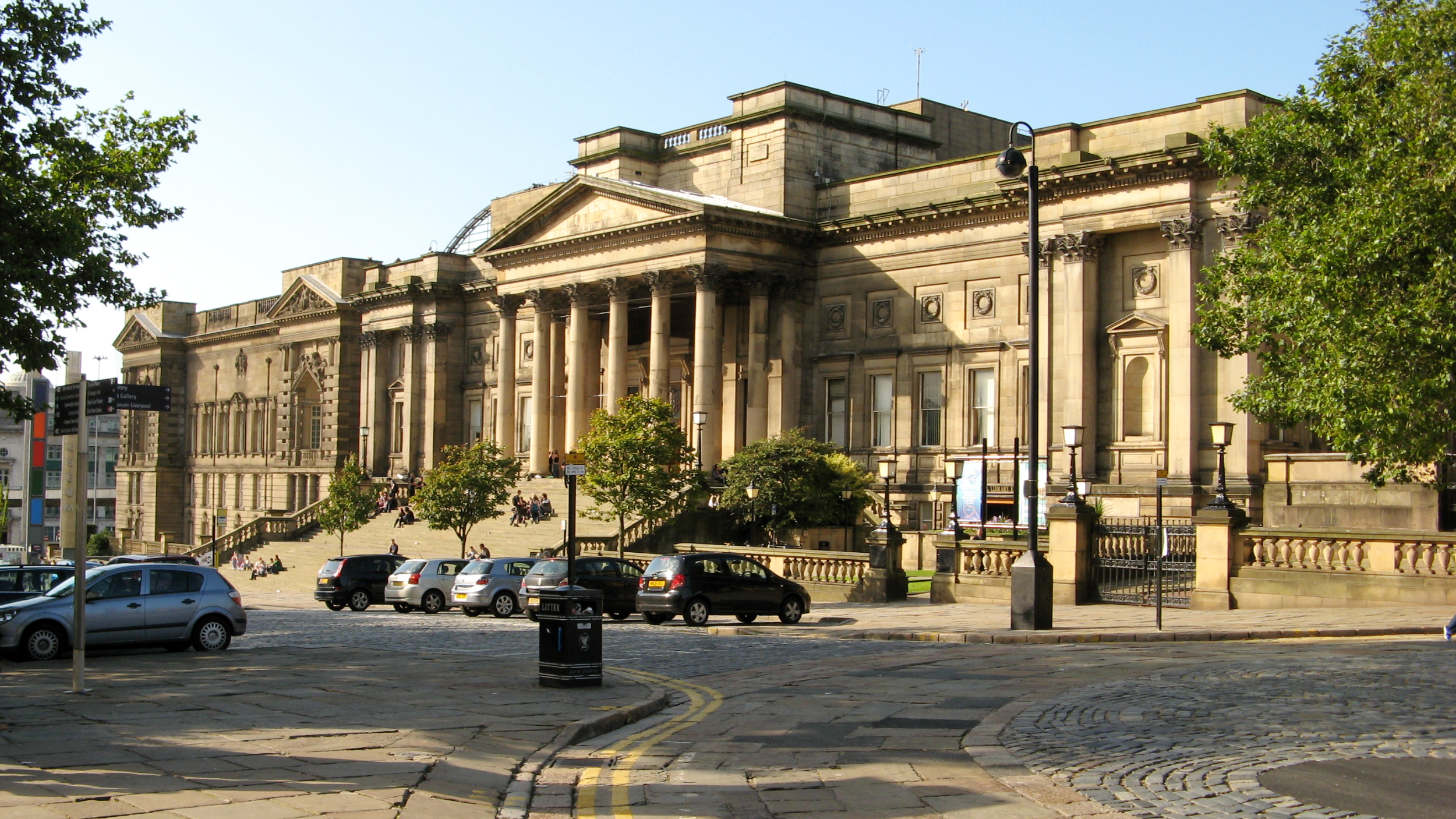
World Museum Liverpool
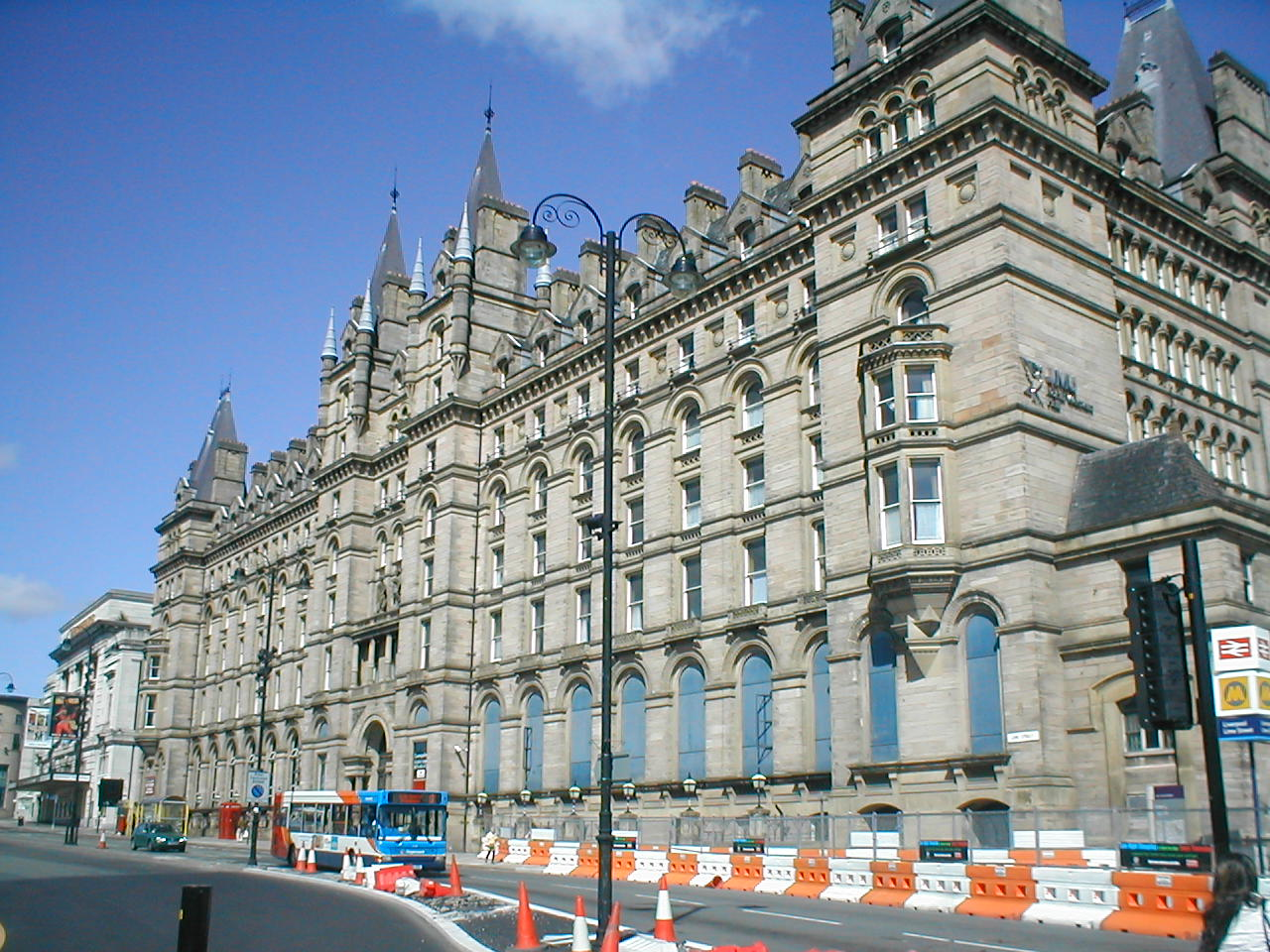
Great North Western Hotel
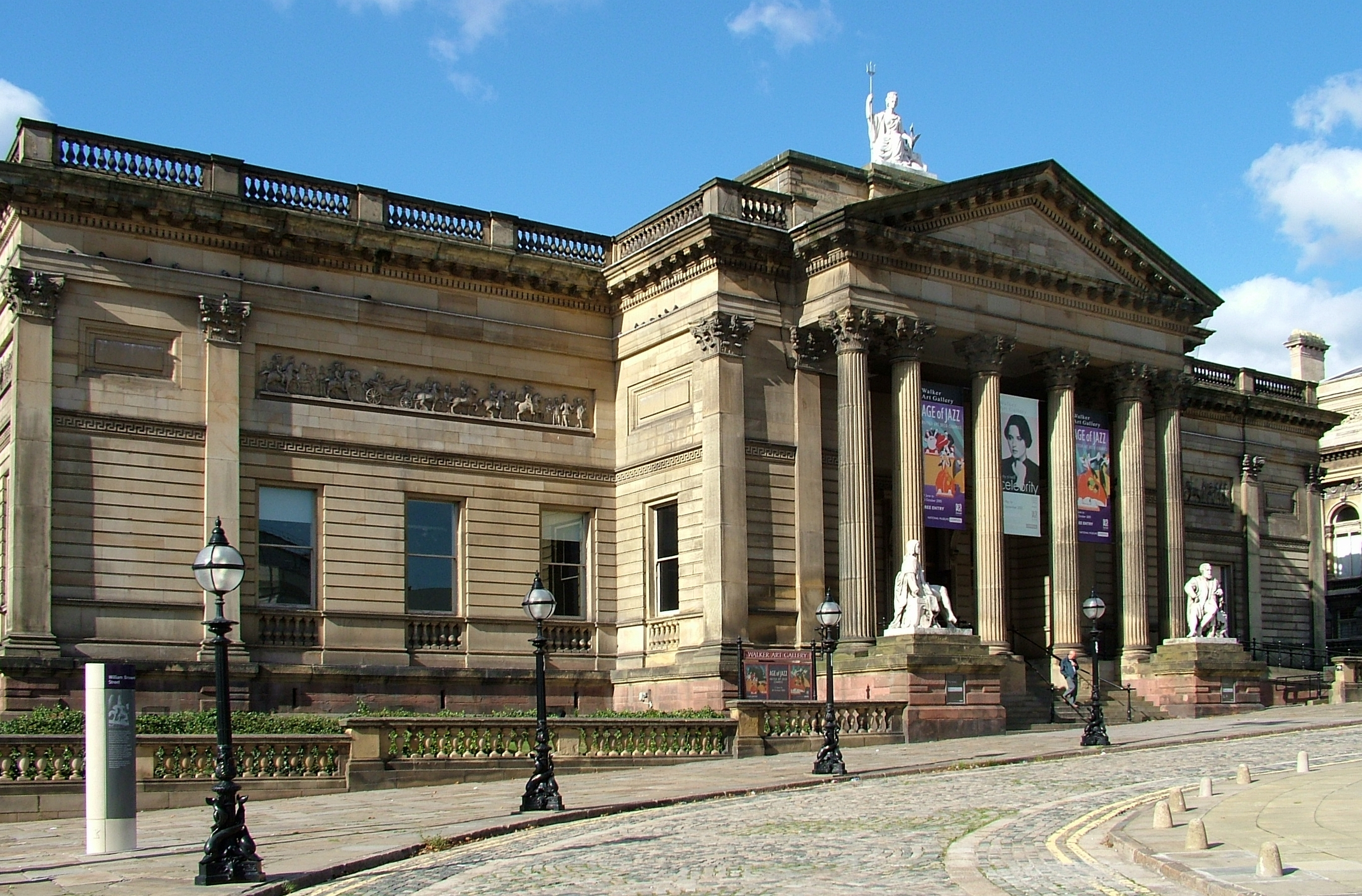
Walker Art Gallery
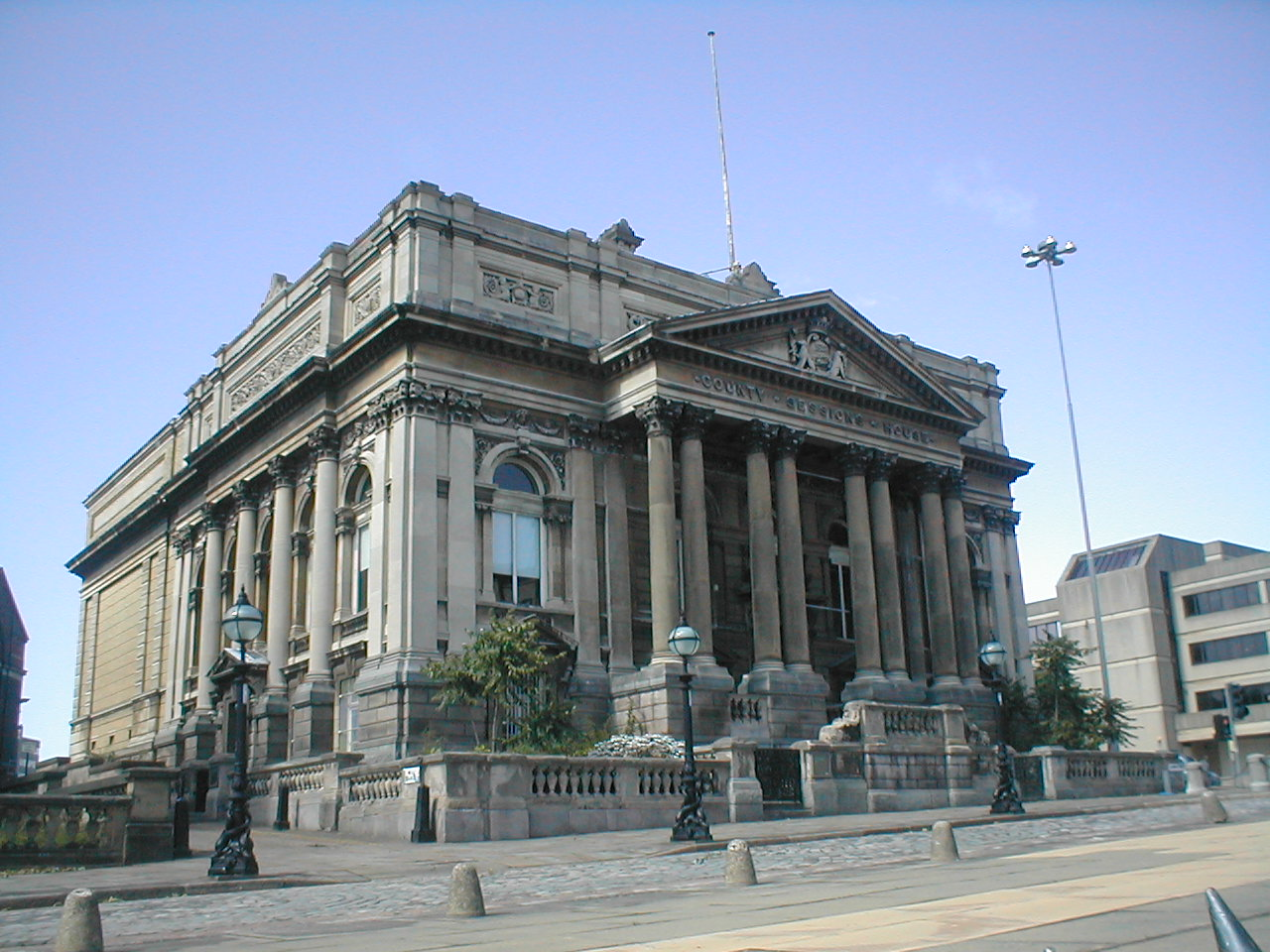
County Sessions House
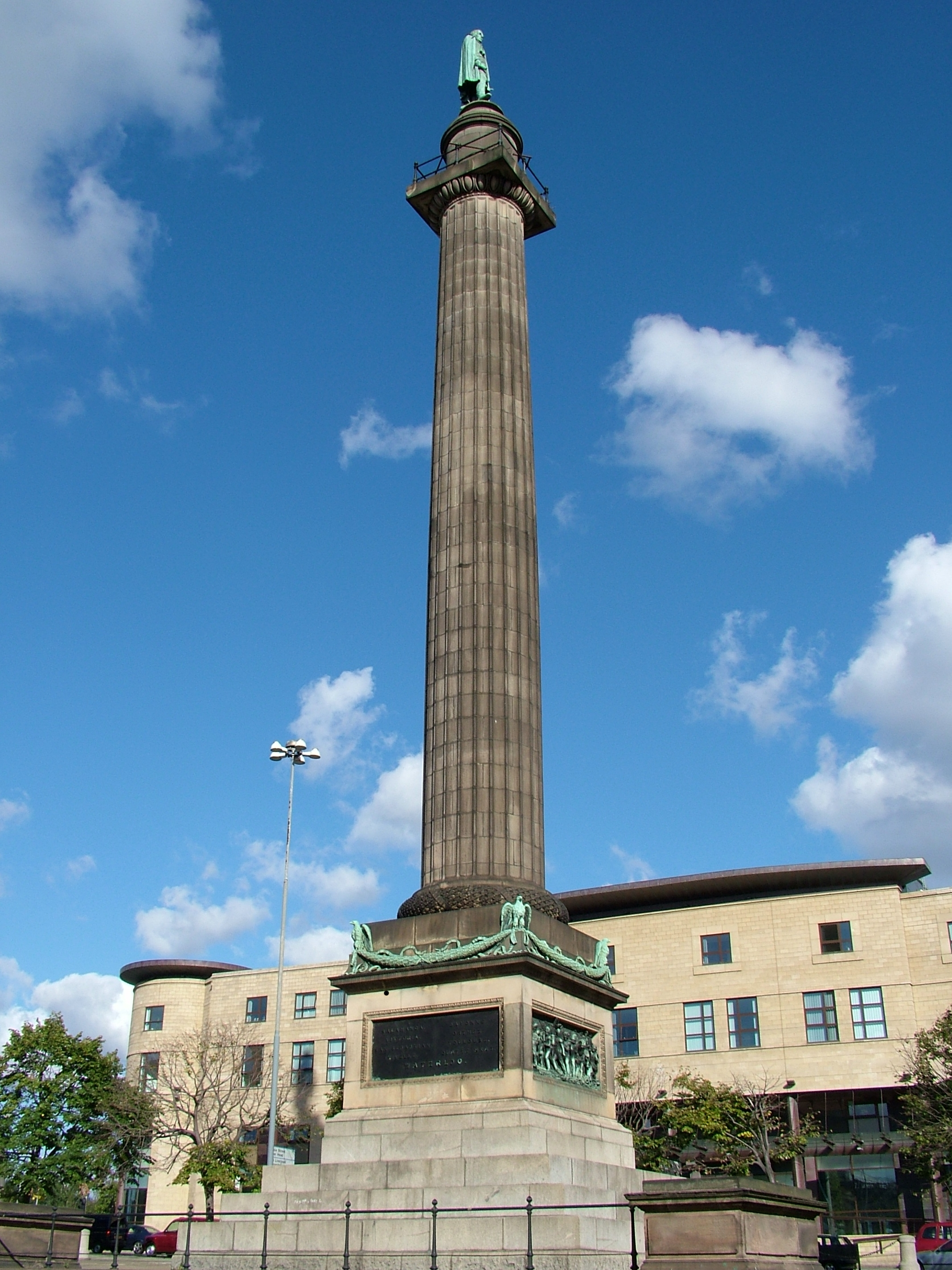
Wellington's Column
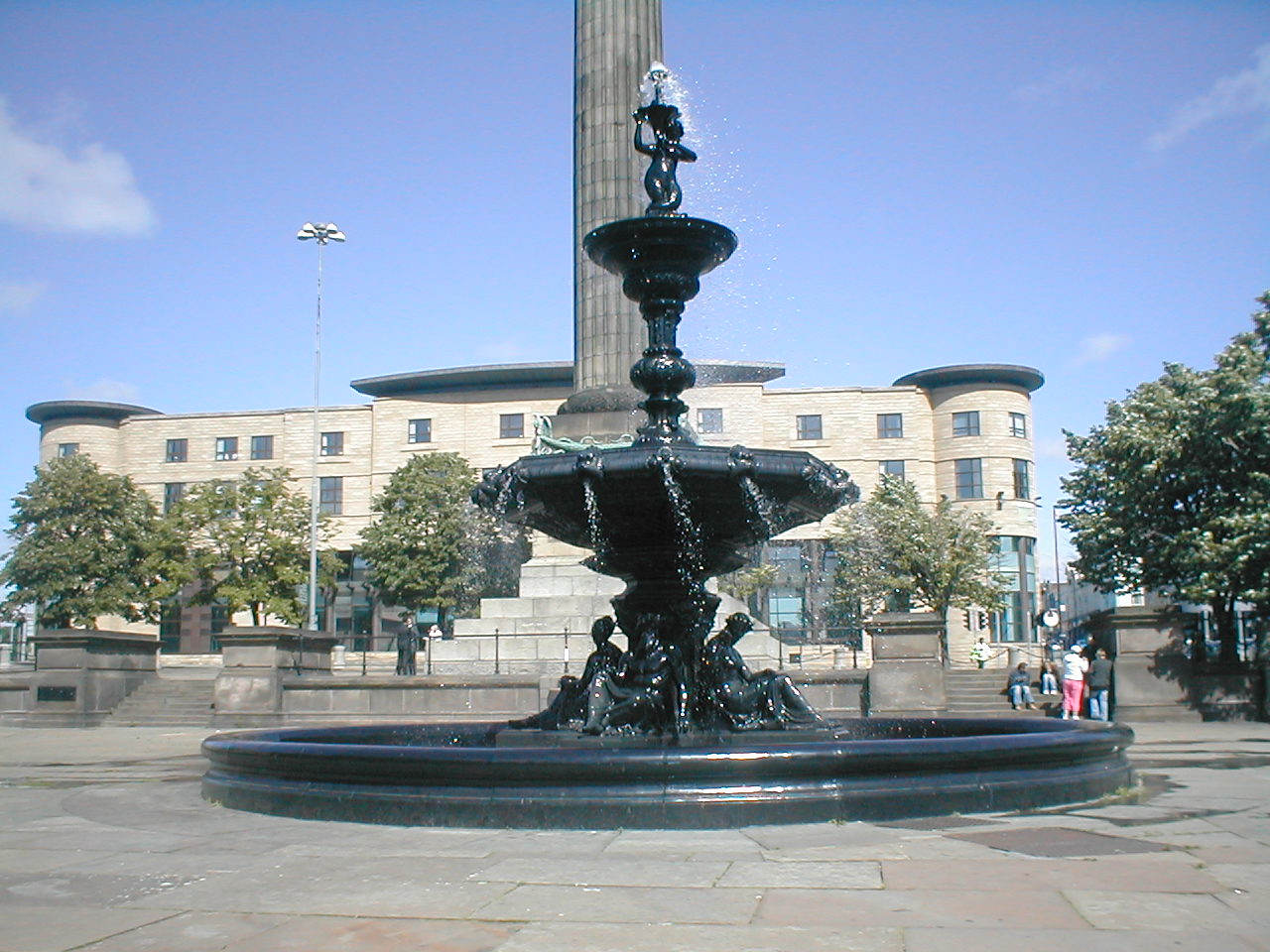
Steble Fountain
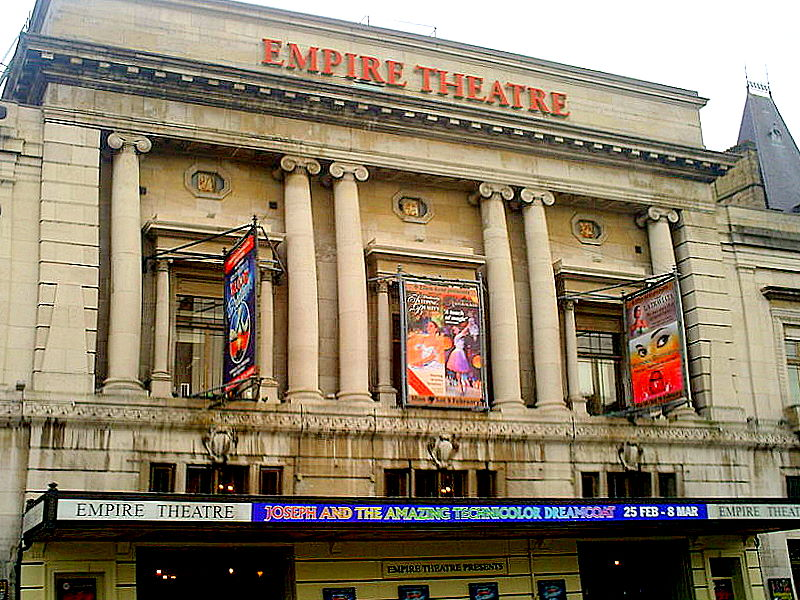
تالار امپایر لیورپول
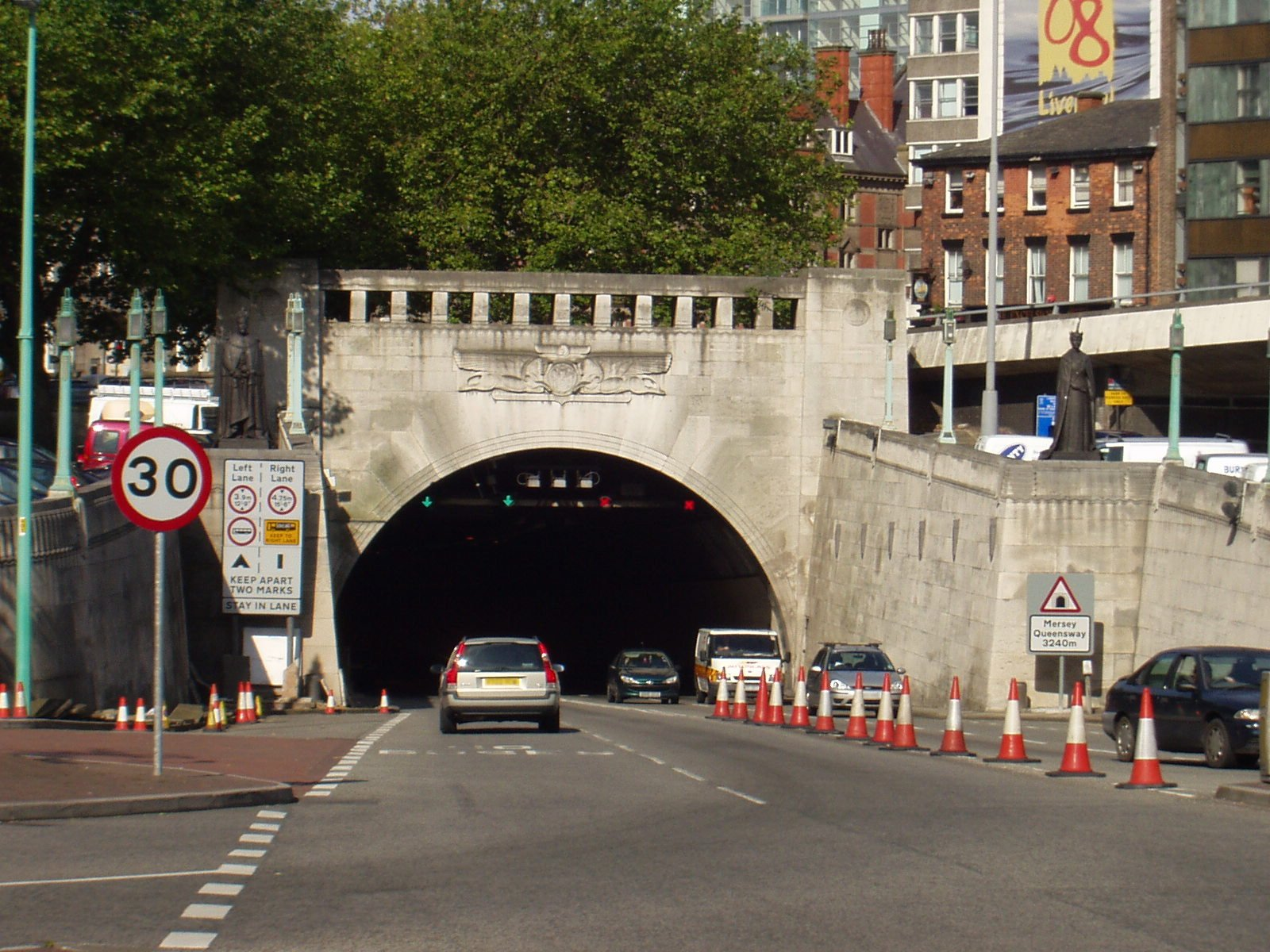
Queensway Tunnel